# Cephaloleia flava
Cephaloleia flava es un coleóptero de la familia Chrysomelidae.
Fue descrita científicamente en 1930 por Uhmann.